# إنريكي أورتيز
إنريكي أورتيز (بالإسبانية: Enrique Fernando Ortiz Moruno) هو لاعب كرة قدم إسباني، ولد في 2 يوليو 1977 في أزواغا في إسبانيا. لعب مع نادي قادش.

## وصلات خارجية
- إنريكي أورتيز على موقع قاعدة بيانات كرة القدم.إي يو (الإنجليزية)
- إنريكي أورتيز على موقع Soccerway.com (الإنجليزية)